# Floorballbunnies
Die Floorballbunnies wurden 2008 zunächst als Sektion im Verein Studentensport etabliert, schließlich dann 2017 als eigenständiger Sportverein Floorballbunnies gegründet. Der Verein ist Mitglied des österreichischen Floorballverbandes und des Wiener Floorballbundes. Die Herrenmannschaft nimmt in der Saison 2024/2025 erstmals an der Großfeld-Bundesliga teil, nachdem die Mannschaft zuvor in der Kleinfeld-Bundesliga sowie (erstmals 2023/24) in der 2. Bundesliga Großfeld an den Start gegangen war.

## Titel und Erfolge

### Herren/Mixed
- Zwischenrunde Kleinfeld-Bundesliga 2024

### Nachwuchs
- U10 Wiener Meister 23/24[1]
- U14 Damen österreichische Meisterinnen 24/25[2]
- U10 Wiener Meister 24/25[3]
- U14 Wiener Meister 24/25[4]